# スタッド・ジョゼフ・マリアン
スタッド・ジョゼフ・マリアン（Stade Joseph Marien）は、ベルギー・ブリュッセル首都地域サン＝ジルにあるサッカー専用スタジアム。ロイヤル・ユニオン・サン＝ジロワーズがホームスタジアムとして使用している。

## 概要
スタジアムはサン＝ジルにあるデュダン公立公園内の西側に1919年に建設された。ブリュッセル通り沿いに面するメインスタンドはアール・デコを模して外観が装飾されており、ブリュッセルの地域文化遺産に認定されている。
1920年にはアントワープ五輪のサッカー競技を行う4つのスタジアムに選ばれ、3試合が開催された。
2014-15シーズンにこのスタジアムをホームスタジアムとしていたロイヤル・ユニオン・サン＝ジロワーズがベルギー・ファースト・ディビジョンBへと昇格を果たすと、リーグの規定に合わせるためにスタジアムの改修が施された。草木が生い茂っていた南側を除草して斜面に沿わせて座席を設置し、収容人数の増加を図った。しかし、公園の規制が影響してスタンドを覆う屋根は設置出来なかった。

## アントワープ五輪の試合
| 日付          | ホームチーム     | 結果 | アウェーチーム | ラウンド |
| ------------- | ---------------- | ---- | -------------- | -------- |
| 1920年8月28日 | オランダ         | 3-0  | ルクセンブルク | 1回戦    |
| 1920年8月28日 | スペイン         | 4-0  | デンマーク     | 1回戦    |
| 1920年9月29日 | チェコスロバキア | 4-0  | ノルウェー     | 2回戦    |

## ギャラリー

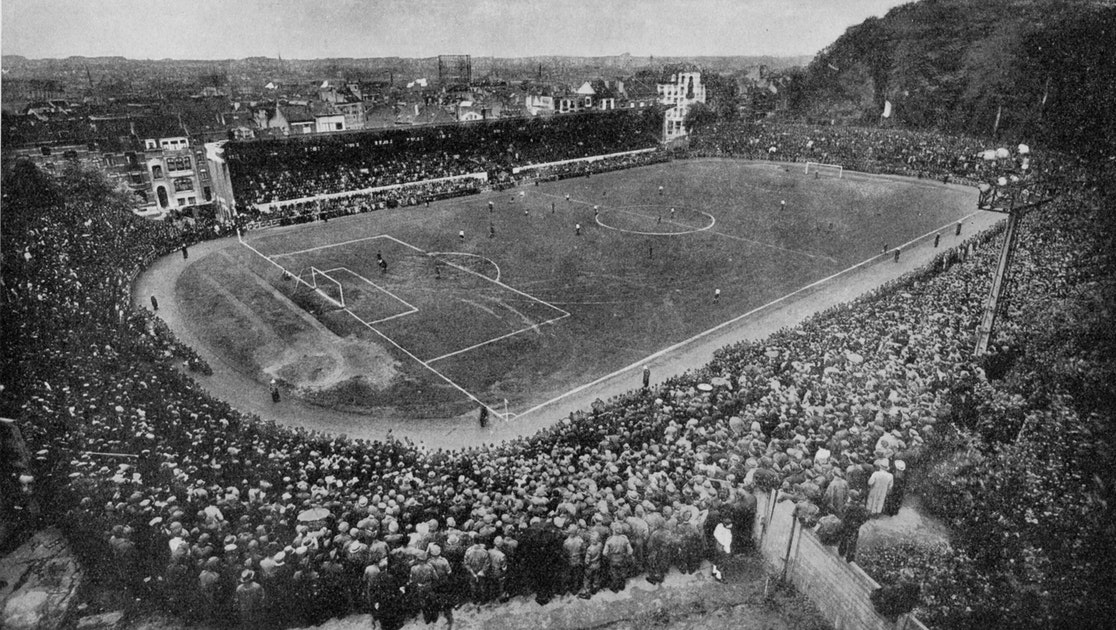
1930年のスタジアム
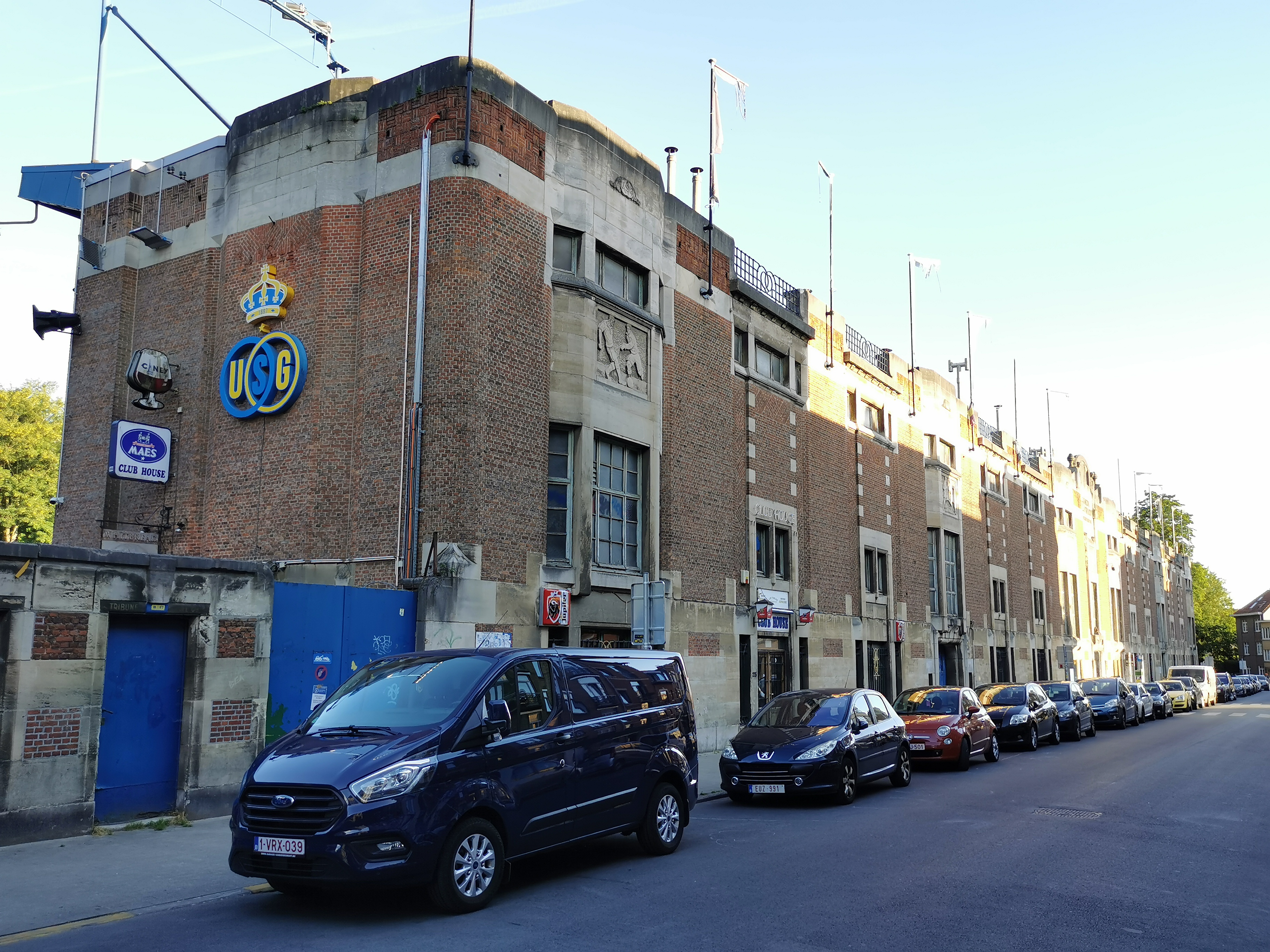
メインスタンドの外観
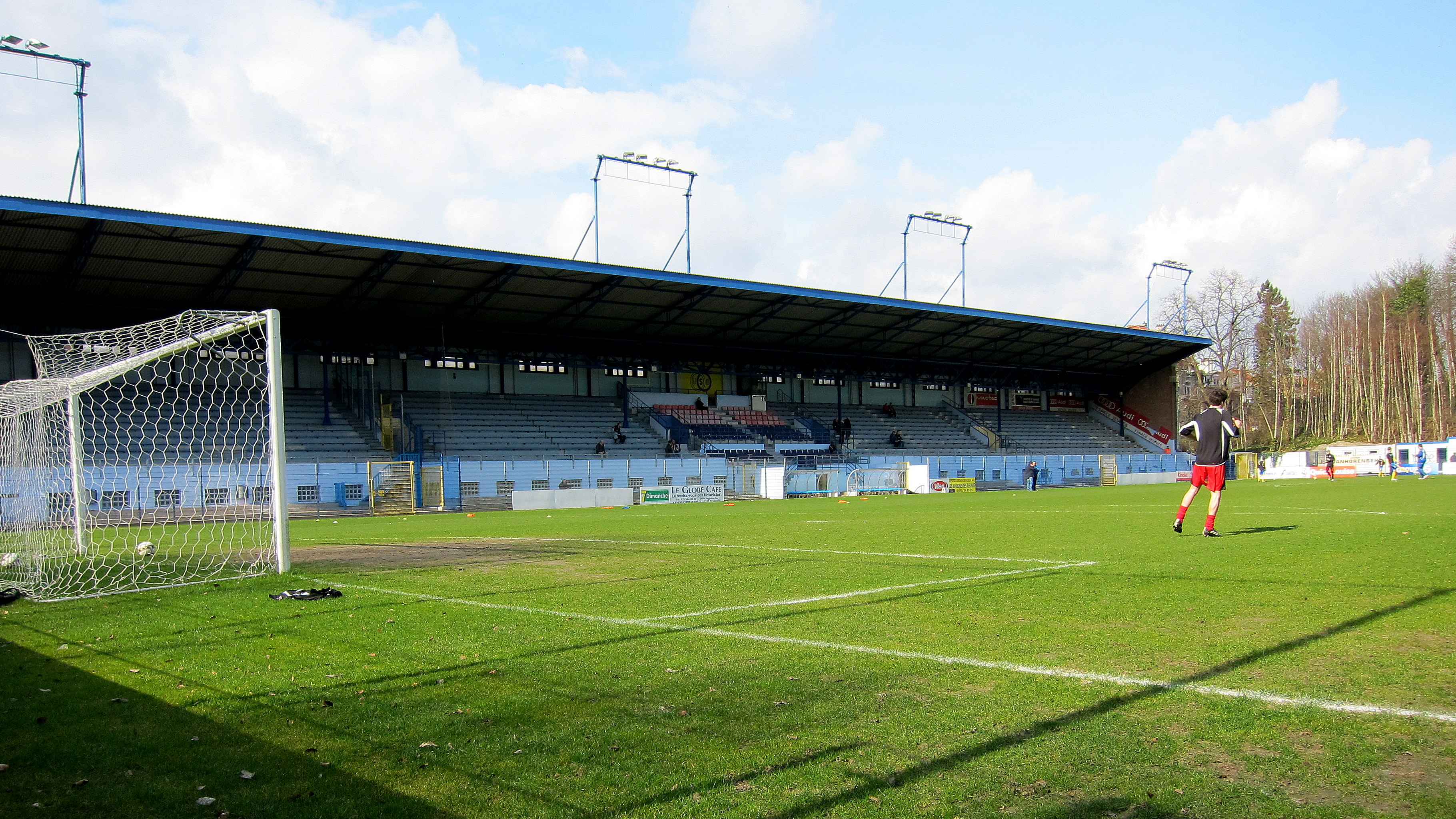
メインスタンド
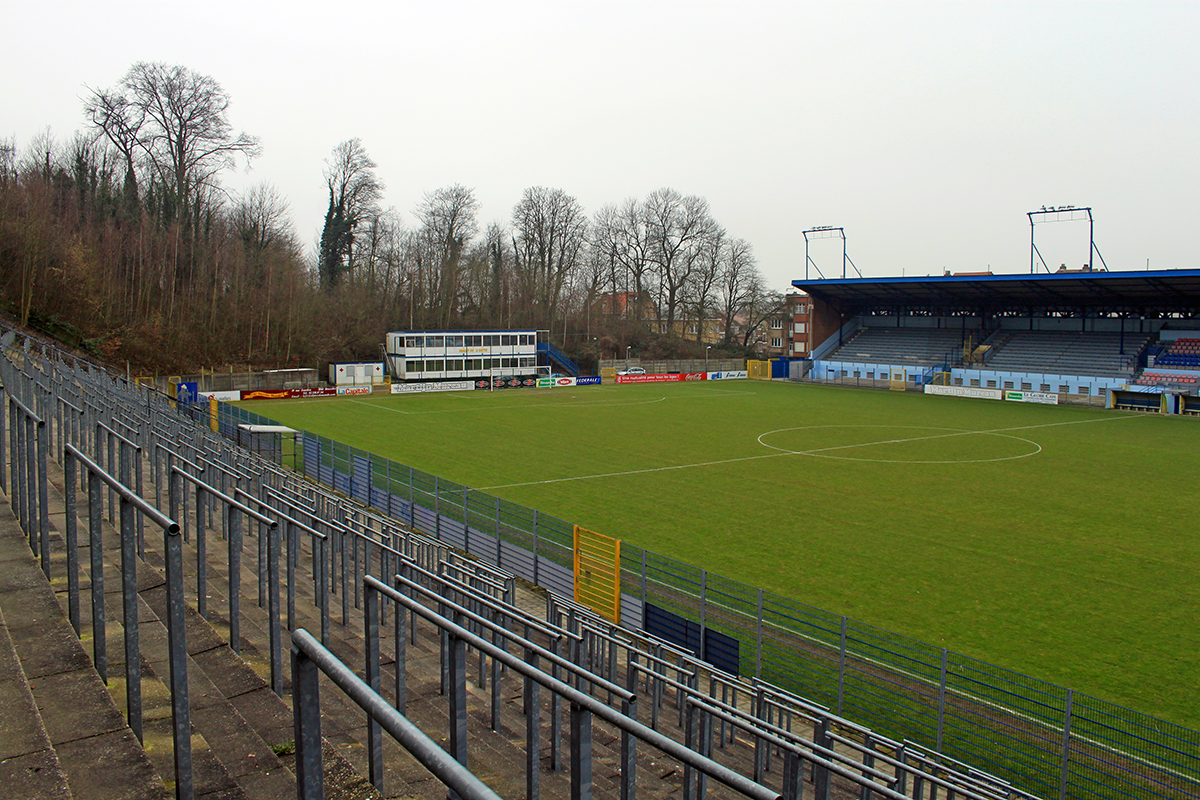
バックスタンドの立ち見席